# Fatima Moussaoui
 (septembre 2020).
 (septembre 2020).
Si vous disposez d'ouvrages ou d'articles de référence ou si vous connaissez des sites web de qualité traitant du thème abordé ici, merci de compléter l'article en donnant les références utiles à sa vérifiabilité et en les liant à la section « Notes et références ».
Fatima Moussaoui, née le 9 novembre 1964 à Berkane (Maroc) est une femme politique belge bruxelloise, ex-membre du Centre démocrate humaniste. Elle est membre du Parlement de la Région de Bruxelles-Capitale du 29 juin 2004 au 7 juin 2009, ainsi que conseillère communale à la Ville de Bruxelles.[réf. nécessaire]
Le 19 septembre 2020, elle annonce sur sa page Facebook qu'elle poursuit son travail de conseillère communale à la Ville de Bruxelles en tant qu’indépendante. 
Elle est éducatrice et directrice de maisons d'enfants.[réf. nécessaire]